# جفرسون فیژائو
جفرسون فیژائو (به پرتغالی: Jefferson Marques da Conceição) مهاجم اهل برزیل است که در شهر بلو هوریزونته، میناس گرایس  و در تاریخ ۲۱ اوت ۱۹۷۸ به دنیا آمده‌است.
جفرسون فیژائو در تیم‌های فوتبال کروزیرو سابقهٔ حضور دارد.